# Junkers Ju 86
Junkers Ju 86 – niemiecki jednopłatowy dwusilnikowy samolot z przenaczeniem do użytku cywilnego, jak i wojskowego, jako samolot bombowy wytwórni Junkersa w Dessau. Istniała też wersja transportowa Ju 86B.

Silnik Junkers Jumo 205 eksponowany w MLP w Krakowie

## Historia
Samolot powstał w odpowiedzi na zlecenie w 1932 Ministerstwie Obrony Rzeszy (Reichswehrministerium) opracowania wysokościowego, szybkiego średniego bombowca. W 1933 roku kontrakty na rozwój przyznano firmom Heinkel, Dornier i Junkers.
Firma Junkers zaprojektowała późniejszy Ju 86 jako dwusilnikowy dolnopłat z chowanym podwoziem i podwójnym statecznikiem pionowym. Zlecono jej zbudowanie czterech prototypów.
Przy jednoczesnym wystąpieniu Lufthansy z zapotrzebowaniem na dwusilnikowy szybki samolot pasażerski dla 10 osób, po przetestowaniu dwóch prototypów wojskowych (V 3 i V4) w listopadzie 1934 zbudowano siedem samolotów pasażerskich A-0, a następnie dostarczono dalsze egzemplarze (w sumie 17 samolotów). Maszyną zaintersowały się linie lotnicze innych państw. P,onieważ samolot z silnikami dieslowskimi był dość drogi, zamówiono wersje pasażerskie eksportowe wyposażone w klasyczne silniki lotnicze, czyli amerykańskie silniki gwiazdowe produkowane w Niemczech na licencji jako BMW 132. W taki sposób powstały odmiany eksportowe Ju-86Z i Ju-86K.
W 1935 uruchomiono produkcję seryjną w wersji bombowej Ju-86.Az czteroosobową załogą, oraz w wersji pasażerskiej  Ju-86B mieszczącej dwuosobową załogę oraz 10. pasażerów na pięciu fotelach w dwóch rzędach. Pierwsze 13 maszyn w wersji wojskowej weszło do eksploatacji w lutym 1936 roku. W trakcie służby podczas wojny domowej w Hiszpanii (1936-1939) i Kampanii wrześniowej w 1939 okazało się, że kolejne wersje bombowca nie cieszą się specjalnym uznaniem lotników ze względu na częste awarie i bardzo słabą widoczność z kabiny, co przyniosło rezultat w postaci przebudowy przedniej części kadłuba. Ju-86 nie posiadał wystarczającej obrony przed atakami myśliwców. Jednocześnie wbrew wielkim oczekiwaniom pokładanym w zastosowanych silnikach wysokoprężnych Junkers Jumo 205, okazała się porażką. Zużycie paliwa podczas lotu w szyku było wyższe od oczekiwanego, bezpieczeństwo przeciwpożarowe nie było lepsze od bezpieczeństwa samolotów z silnikami benzynowymi, a osiągnięta prędkość była zbyt niska w stosunku do zamierzonego celu. Junkers opracował w tym czasie serię silników benzynowych przeznaczonych na eksport. W związku z tym sensowne było odpowiednie przebudowanie Ju 86 dla Luftwaffe. Zbudowano 289 samolotów z serii A/D, z których 50. było wyposażonych w silniki benzynowe, a pozostałe w silniki diesla.
Samoloty serii A/D były następnie wyposażane w silniki benzynowe BMW 132 (przeróbka na bombowiec E-1). Pierwsze egzemplarze dostarczono w maju 1938. Silnik ten był od początku planowany dla serii G, której produkcja rozpoczęła się w czerwcu 1938 z jednoczesnym przeszkleniem całej kabiny. W okresie od grudnia 1937 do lipca 1939 produkowano dla Luftwaffe i na eksport wyłącznie samoloty z silnikami benzynowymi. Łącznie zbudowano 476 egzemplarzy Ju 86 A/D z silnikiem Diesla i 142 egzemplarzy Ju 86G z silnikiem benzynowym jako samolotów seryjnych dla Luftwaffe. Junkers otrzymały początkowe zamówienie na 300 samolotów w celu przekształcenia serii A/D w serię E. 30 czerwca 1938 pierwsze 16 samolotów z tego zamówienia zostało dostarczone do Luftwaffe.
Z powodu pojawienia się lepszych bombowców i dużego zapotrzebowania na samoloty dalekiego rozpoznania, samoloty Ju 86 G w ilości 40 sztuk przebudowano na samoloty rozpoznawcze dużych wysokości Ju 86 P z kabiną ciśnieniową dla dwuosobowej załogi, które przy pułapie 12 000 m były nieosiągalne dla większości ówczesnych myśliwców. Samolot rozpoznawczy Ju-86P-2 z dwoma silnikami Jumo 207 B-3 osiągał pułap 12 500 m, był wyposażony w trzy automatyczne kamery obrazowe RB 75x30 o długiej ogniskowej i mógł przenosić w kadłubie maksymalnie 5 bomb o masie 50 kg. Gdy kilka samolotów nie wróciło z lotów bojowych nad Wielką Brytanią za sprawą nowej wysokościowej wersji myśliwców Supermarine Spitfire wymusiło to opracowanie samolotu Ju-86 latającego jeszcze wyżej. W 1941 opracowano ostatnią wersję wysokościową, która otrzymała nowe skrzydła o większej rozpiętości, nowe silniki ze śmigłami oraz dodatkowo trzeci silnik w kadłubie do napędu sprężarki centralnej działającej na potrzeby silników marszowych. Do tej wersji przebudowano niewielką część bombowców. Teoretyczny pułap takiego samolotu wynosił blisko 16 km i był większy od wszystkich myśliwców używanych po drugiej stronie frontu. Samoloty te wykonały wiele lotów na rozpoznanie fotograficzne Wysp Brytyjskich, Rosji, Afryki Północnej.
Ostatecznie Ju 86 okazał się najmniej udanym średnim bombowcem, tym bardziej, że Do 17 produkowano w większej liczbie jako samolot rozpoznawczy dalekiego zasięgu. Ostatecznie z powodu problemów z silnikami i starzejącą się konstrukcją Ju-86  zastąpiony został przez He 111. Jednocześnie liczba wyeksportowanych samolotów Ju 86 była znacznie wyższa niż Heinkel He 111 i Do 17.
17 samolotów Ju-86 w wersji pasażerskiej zakupionych przez Południowoafrykańskie Narodowe Linie Lotnicze przed II wojną światową, przejęły Południowoafrykańskie Siły Powietrzne (SAAF) i przekształciły je w bombowce z zewnętrznymi wyrzutniami bomb i z uzbrojeniem obronnym. Samoloty Ju-86 były początkowo używane do patroli przybrzeżnych wraz z jedynym Ju 86 K-1 (bombowiec), a od czerwca 1940 jako 12 dywizjon  SAAF-u brały udział w Kampanii wschodnioafrykańskiej w Abisynii przeciwko Włochom. Wraz z pojawieniem się nowocześniejszych samolotów, samoloty Ju-86, powróciły do Południowej Afryki, gdzie były używane przez 22. dywizjon SAAF w Durbanie w roli rozpoznania przybrzeżnego.